# دیوید آجیبویه
دیوید آجیبویه (انگلیسی: David Ajiboye؛ زادهٔ ۲۸ سپتامبر ۱۹۹۸) بازیکن فوتبال است.
از باشگاه‌هایی که در آن بازی کرده‌است می‌توان به باشگاه فوتبال ساتون یونایتد، باشگاه فوتبال برایتون اند هوو آلبیون، و باشگاه فوتبال وورتینگ اشاره کرد.